# باتريك لارسون
باتريك لارسون هو لاعب كرة قدم سويدي في مركز الوسط، ولد في 21 ديسمبر 1970. لعب مع نادي تريليبورج ‏.